# Noémie Battault
Noémie Battault, née le 9 juin 1997 à Besançon, est une tireuse sportive française, spécialiste de ball-trap. Elle est de profession policière.

## Palmarès
Elle remporte la médaille d'or aux Jeux méditerranéens de 2022 en skeet par équipes (mixte).